# Silvio Galizia

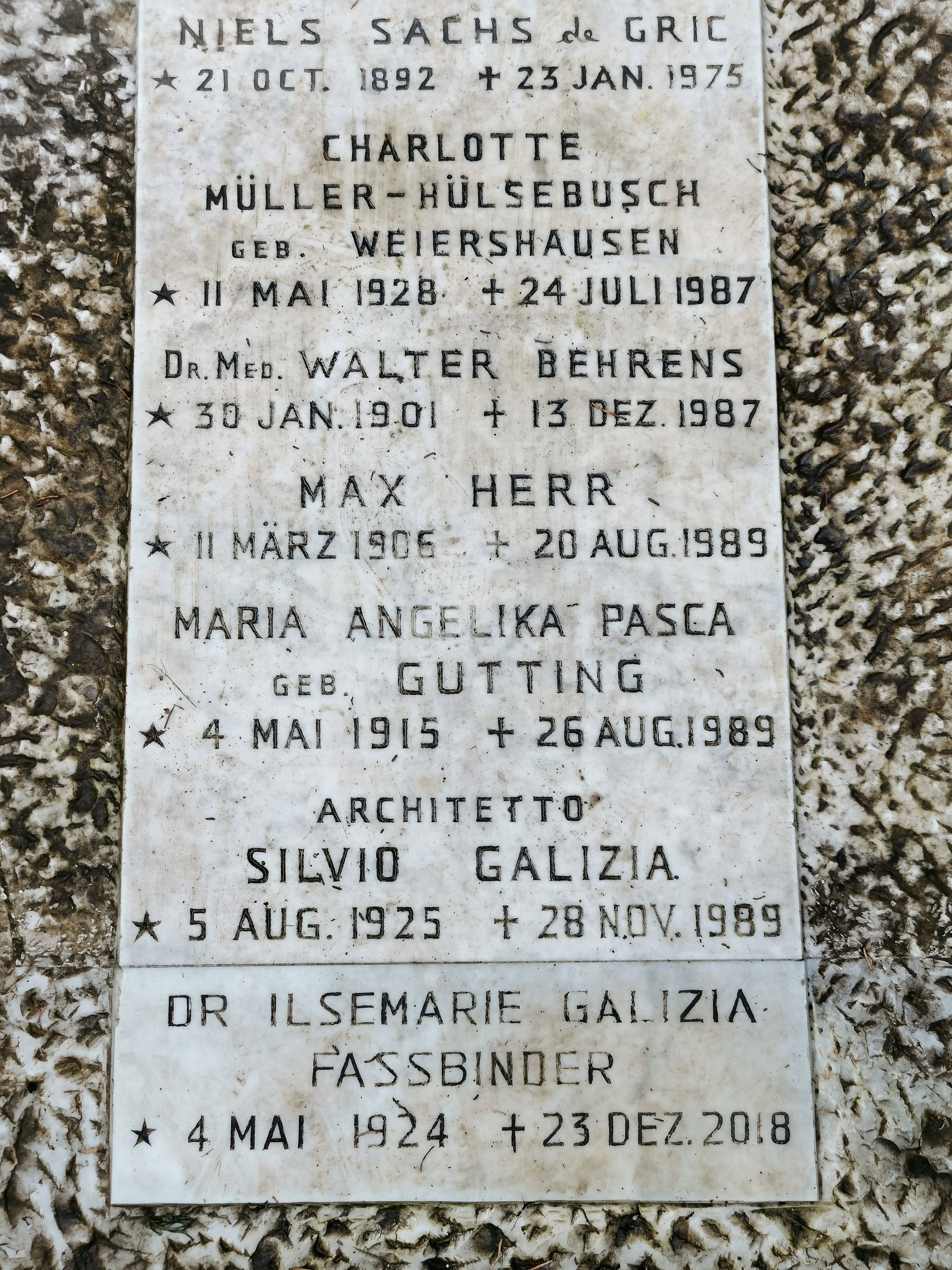
Grab auf dem Campo Santo Teutonico, Rom

Silvio Galizia (* 5. August 1925 in Muri AG; † 28. November 1989 in Rom) war ein Schweizer Architekt und Künstler.

## Leben

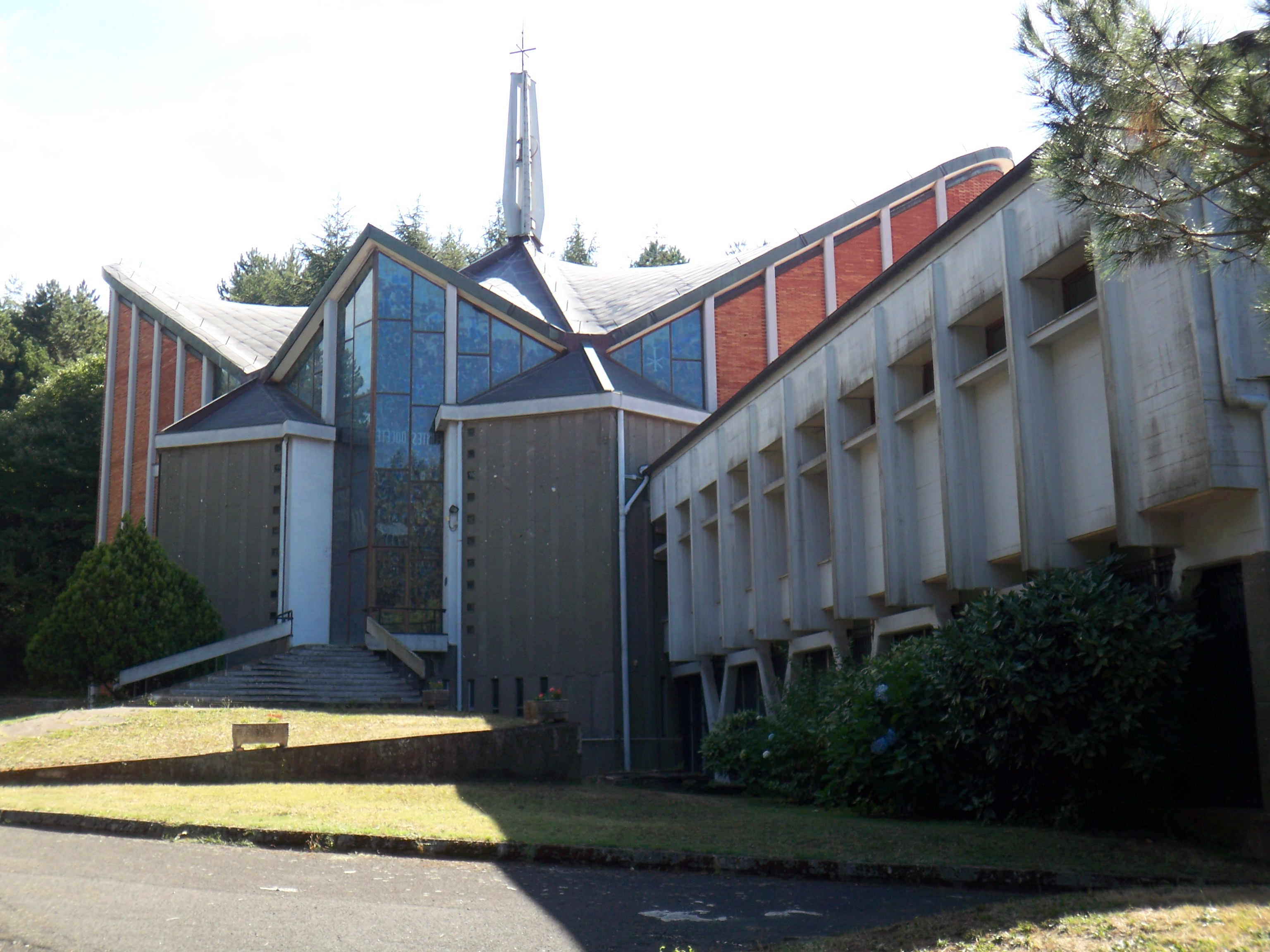
Aussenansicht der Kapelle San Giovanni Battista, Nemi, Italien

Silvio Galizia studierte an der ETH in Zürich bei Hans Hofman. Erste Berufserfahrungen sammelte er in Zürich (u. a. bei Otto Glaus), Basel (bei Fritz Beckmann) und Genf. 1951–1952 arbeitete er in Poona (Indien). 1953 ließ er sich in Rom (Italien) nieder. Hier arbeitete er erst im Studio von Riccardo Morandi, machte sich bald selbständig und entwickelte eine rege Plan- und Bautätigkeit, vorwiegend Kirchengebäude und andere Bauten für religiöse Orden. Ab 1960 umfasste seine künstlerische Tätigkeit auch den Entwurf der Glasfenster und Mosaiken, der Altäre und Skulpturen, des Mobiliars und der übrigen Einrichtungen.
1984–1985 realisierte er die Universität und plante das Grand Séminaire Catholique de Lomé (Togo). Silvio Galizia starb am 28. November 1989 in Rom. Neben seinen architektonischen Werken hinterließ er ein umfangreiches Œuvre an Bildern, Zeichnungen, Radierungen (Porträts, Landschaften und Stillleben), Kollagen und plastischen Werken.

## Wichtigste architektonische Werke

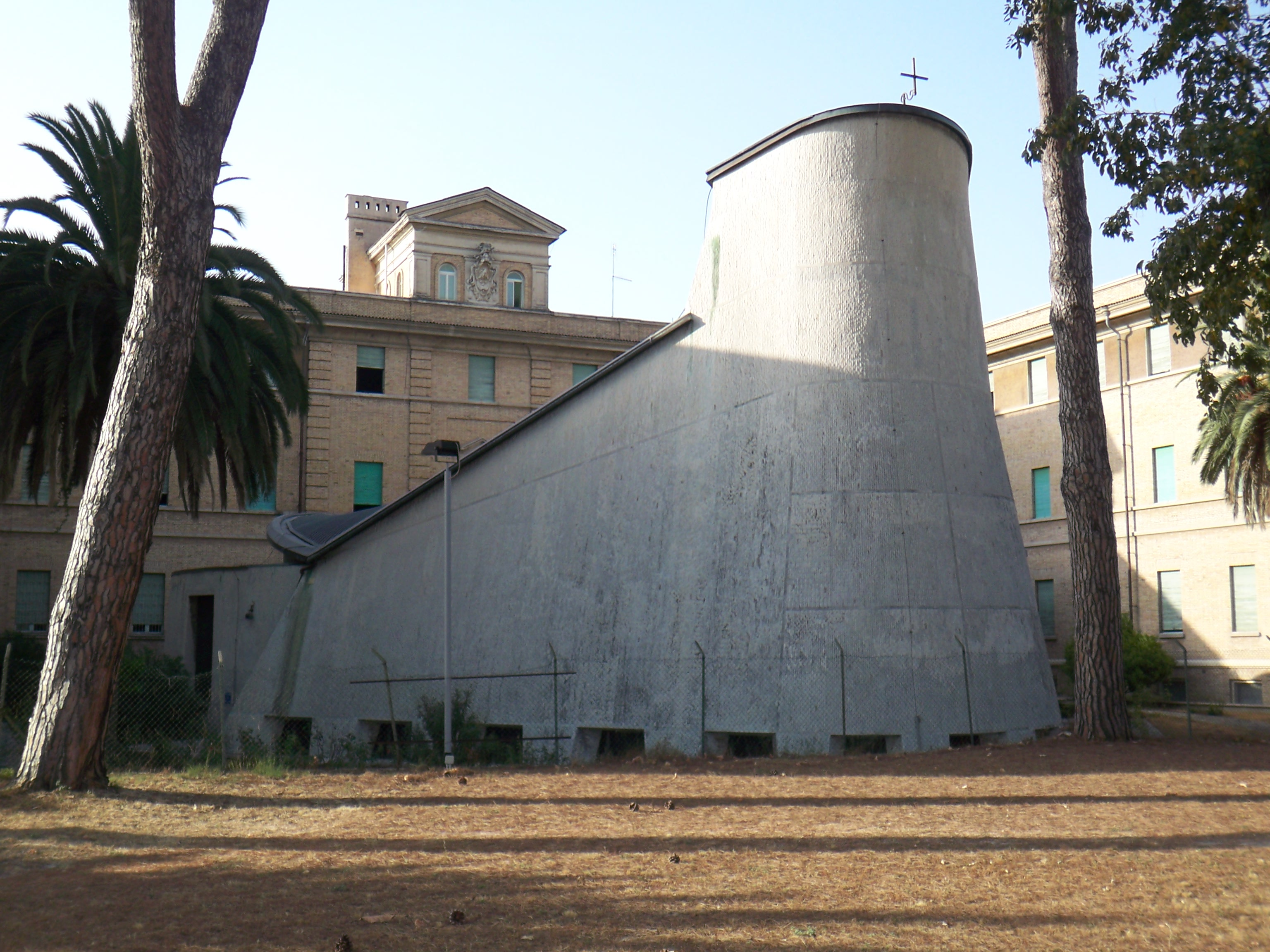
Aussensicht der Kapelle Collegio Pio Brasiliano, Rom

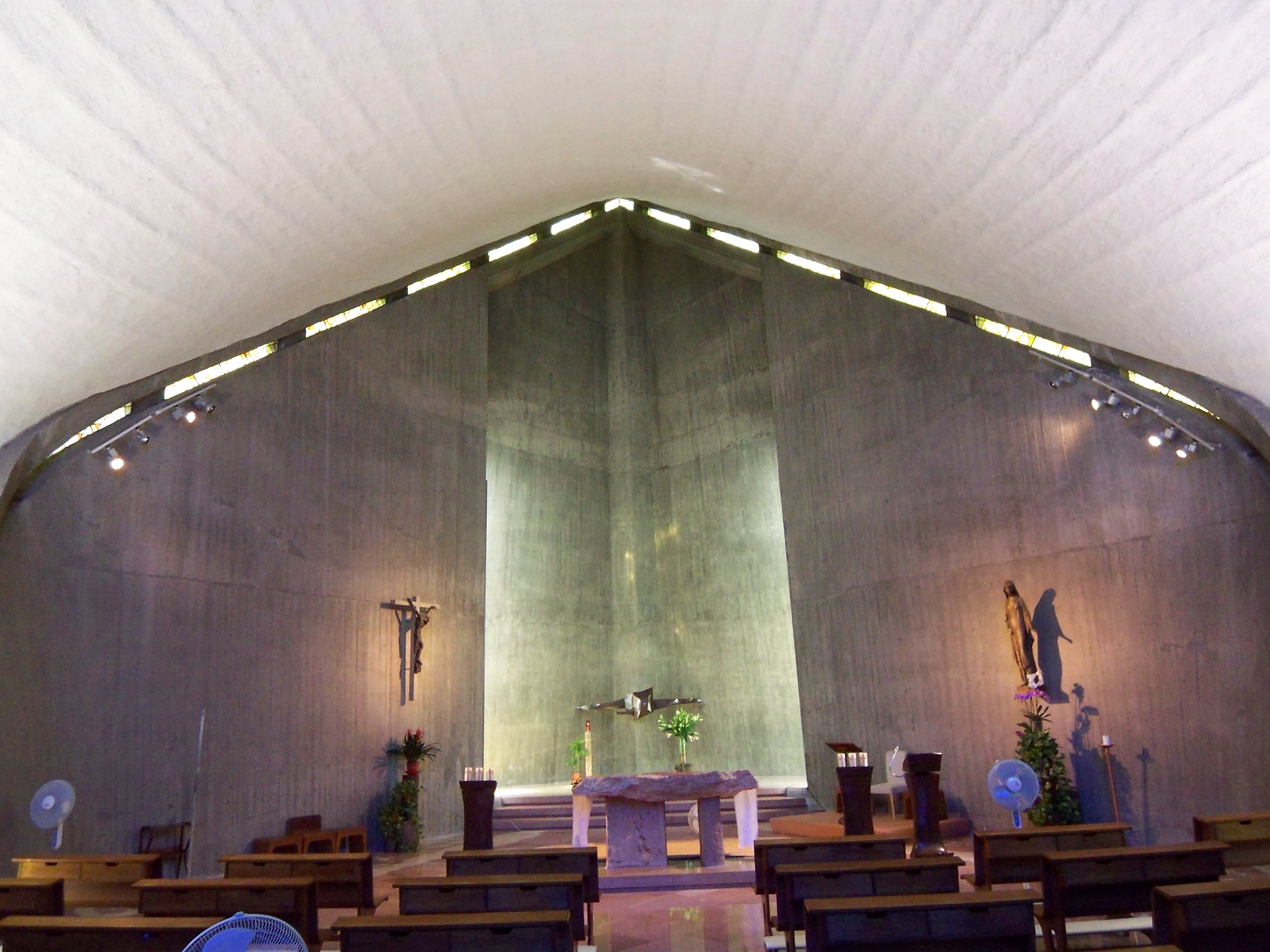
Innenansicht der Kapelle San Paolo di Chartres, Rom

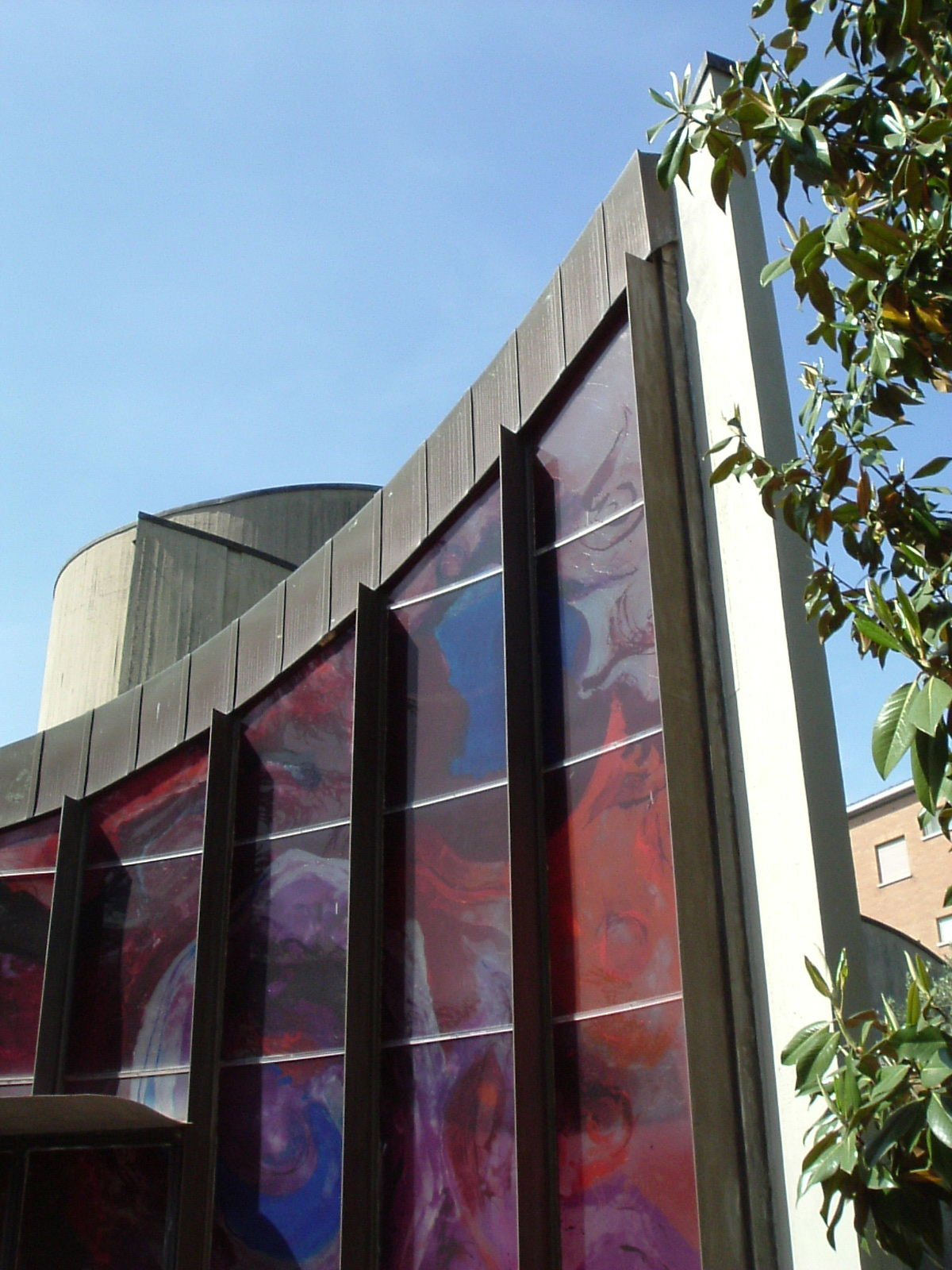
Aussensicht der Kapelle Suore della Carità e dell'Immacolata Concezione di Ivrea, Rom

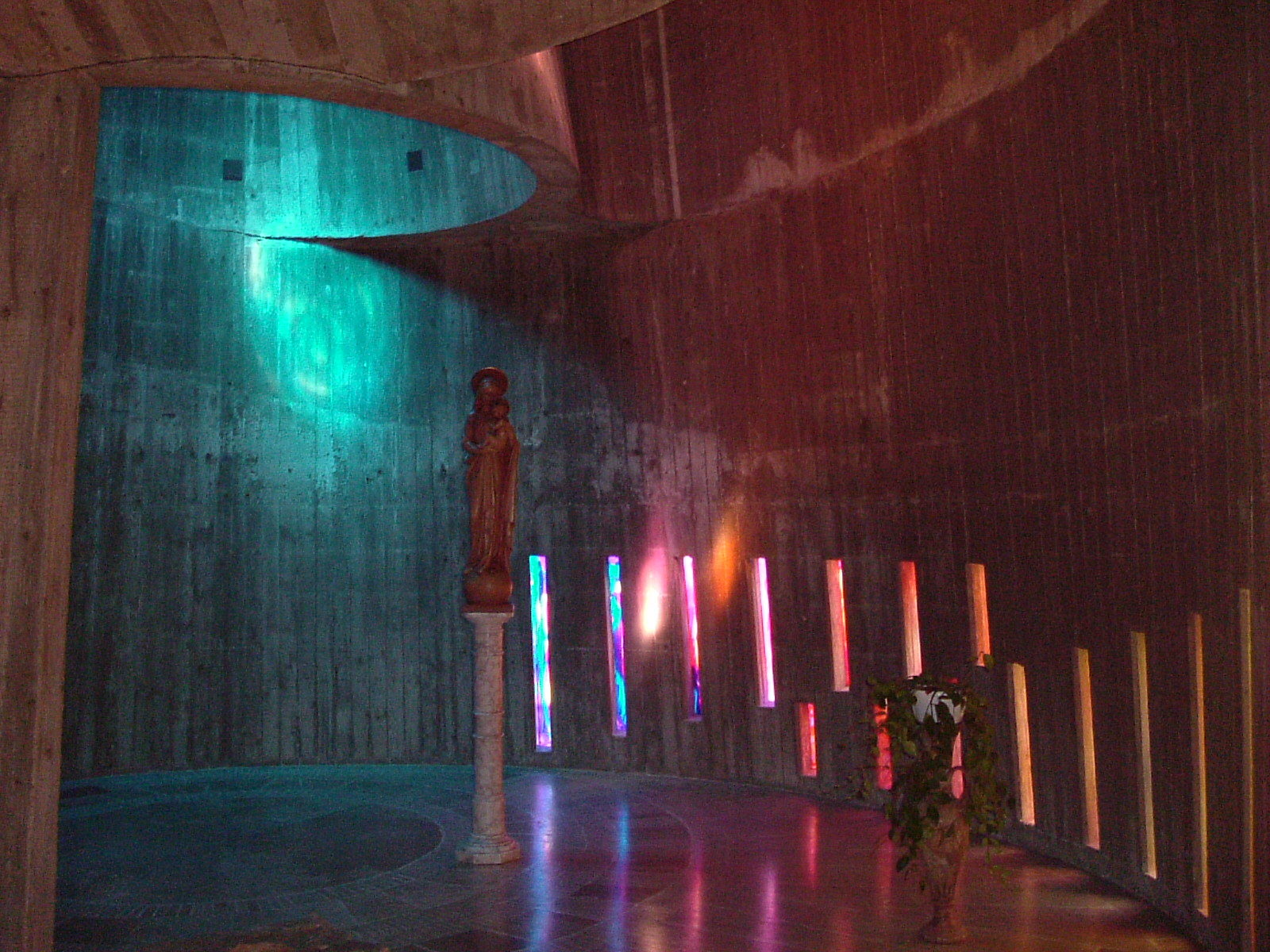
Innenansicht der Kapelle Suore della Carità e dell'Immacolata Concezione di Ivrea, Rom

- 1951–57: Universitätskolleg in Poona (Indien) und Kirche (Papal Seminary)
- 1955–56: Umbau und Kapelle des Collegio Internazionale Agostiniano (Rom, via del S. Uffizio 25) (zusammen mit S. Scalesse), S. Monica und Seitenkapelle S. Rita da Cascia
- 1956–1962 (ca.): Casa Hegelberger, Ferienpension in Terracina bei Rom
- 1957: Private Villa in Fregene (Villa Fürstenberg)
- 1957–58: Kurie und Kapelle der Suore Missionarie dello Spirito Santo (Rom, via della Camilluccia 591), in Zusammenarbeit mit Christian Norberg-Schulz und H. Mielva.
- 1959: Kurie, Kapelle und Altersheim der Suore di Betania dello Spirito Santo (Rom, via Achille Mauri 14)
- 1959–62: Kurie und Kirche "San Giovanni Battista" der Missionari Verbiti (Nemi bei Rom) (mit Altären und  Skulpturen seines Bruders Romano Galizia von Muri/AG, Schweiz)
- 1960–62: Privathaus in Nemi (bei Rom)
- 1960–63: Kurie, Kapelle der Suore della Divina Provvidenza (Rom, via S. Giovanni Eudes 25), später im Besitz der Paulus-Schwestern.
- 1961–62: Villino "Quarto Caldo", Torre Cervia bei San Felice Circeo
- 1962–66: Umbau und Erweiterung des Kollegium des Campo Santo Teutonico im Vatikan
- 1962–66: Kirche des Collegio Pio Brasiliano (Rom, via Aurelia 527)
- 1962–68: Umbau und Erweiterung des Palazzo Zuccari, Sitz der Bibliotheca Hertziana / Max-Planck-Institut (Rom, via Gregoriana 28);
- 1963: Erweiterung eines Privathauses, San Felice Circeo, Latina
- 1964–67: Seminar des Collegio Messicano (Rom, via del Casaletto 31) (gemeinsam mit F. Giardino)
- 1964–68: Kurie und Kapelle der Padri e Suore Missionarie di Marianhill (Rom, via S. Giovanni Eudes 91)
- 1965–68: Casa ospiti e professori, Missionari di Marianhill
- 1966–68: Generalat der Suore Medico-Missionarie olandesi (Rom, via Raffaello Sardiello 20); später das Generalat der Schwestern vom Guten Hirten
- 1966–68: Generalat und Kapelle der Paulusschwestern von Chartres (Rom, via della Vignaccia 193)
- 1967–69: Kloster und Kirche Santa Maria degli Angeli sowie Landhof der Franziskanerinnen von Dillingen Donau (Rom, via della Storta 783)
- 1970–72: Umbau und Krypta der Kirche des Klosters S. Chiara (Rom, via Vitellia 97)
- 1971–73: Kirche und Kirchturm der Suore della Carità e dell'Immacolata Concezione di Ivrea (Rom, via di Val Cannuta 200), mit Farbfenstern von Ernesto Tross
- 1973–76: Umbau und Einrichtung der Banca Popolare di Milano (Rom, P.le Flaminio 1) (in Zusammenarbeit mit V. Vannini)
- 1974 (ca.): Restauration und Umbau der Kirche des Convento Francescano di S. Giuseppe in Assisi
- 1979–81: Restauration und Errichtung der Krypta für die Reliquien des Hl. Franziskus für die Basilika des Heiligen in Assisi
- 1982–88: Universitätskolleg, Kirche und Seminar Jean Paul II in Lomé (Togo)

Die Werke und das persönliche Archiv von Silvio Galizia sind 2005 von der staatlichen, italienischen Soprintendenza Archivistica in die Liste der Werke von "historischem Interesse" aufgenommen worden.